# Гойдер Іван
Іван Го́йдер (нар. ?, Міські Млини — пом. ?) — український майстер кераміки кінця XIX — початку XX століття.
Був одним із перших представників опішнянської гончарної школи. Розписував технікою фляндрівки і ріжкування миски та інші вироби геометричним орнаментом, стилізованим зображенням сосен, винограду, птахів, риб.